# Nara Burnu
Nara Burnu (en turc : "Cape Nara"),, anciennement Nağara Burnu, en anglais Nagara Point, et dans des sources plus anciennes la Pointe Pesquies, est un promontoire du côté anatolien du détroit des Dardanelles, au nord de Çanakkale.
C’est la section la plus étroite et, avec 113 mètres de fond, la plus profonde du détroit des Dardanelles. En conséquence, c’est aussi le point où le courant de surface de la mer Noire vers la mer Égée est le plus fort, avec 1,5 à 2 fois la vitesse normale, atteignant parfois la vitesse de 5 milles marins (9,3 km) par heure. Le courant de fond, s’écoulant dans la direction opposée, est de 0,5 à 5 milles marins (0,93 à 9,26 km) par heure,. La ville antique et médiévale d’Abydos est située sur le promontoire de Nara.
En raison de l’étroitesse des détroits à ce point, le site a souvent été choisi pour les traversées des Dardanelles par les armées, en commençant par le monarque achéménide Xerxès Ier lors de son invasion de la Grèce en 480 av. J.-C., qui a déployé des ponts de bateaux pour permettre à son armée de traverser à pied.

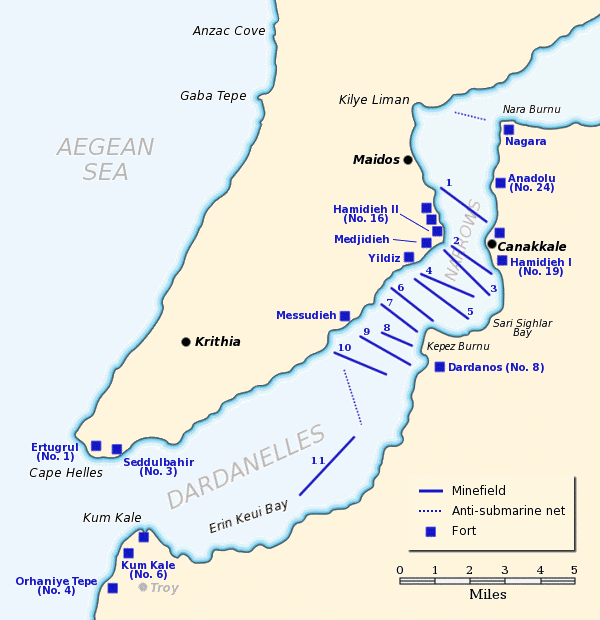
Carte des champs de mines et des fortifications ottomanes dans les Dardanelles durant la Première Guerre mondiale. Nara Burnu apparaît en haut à droite, avec le fort de Nagara.